# So Joo-yeon
So Joo-yeon (en hangul, 소주연; hanja, 蘇珠妍; RR, So Ju-yeon) es una actriz surcoreana.

## Biografía
En noviembre del 2020, tuvo que someterse a una prueba para descartar COVID-19, luego que se anunciara que varios dramas habían detenido sus producciones por posibles transmisiones de COVID-19. Unos días después, el 26 de noviembre del mismo año, su agencia anunció que Joo-yeon había dado negativo para COVID.

## Carrera
Es miembro de la agencia E&S Entertainment (이앤에스 엔터테인먼트). Previamente formó parte de la agencia de modelos LSAC Model Management.
El enero del 2020 se unió al elenco recurrente de la segunda temporada de la serie Romantic Doctor, Teacher Kim 2 (también conocida como "Romantic Doctor Kim") donde interpretó a Yoon Ah-reum, una estudiante de medicina de cuarto año del Hospital Doldam y la prima del doctor Do In-beom.
El 22 de diciembre del mismo año se unió al elenco principal de la serie Amor en la ciudad, donde dio vida a Seo Rin-yi, una mujer peculiar e impredecible, así como la novia de Choi Kyung-joon (Kim Min-seok).
El 28 de diciembre del mismo año se unió el elenco principal de la serie web A Love So Beautiful donde interpretó a Shin Sol-yi, una energética estudiante que ha estado enamorada de su amigo de la infancia Cha Heon (Kim Yo-han), desde hace diecisiete años.

## Filmografía

### Series de televisión
| Año     | Título                             | Personaje    | Canal    | Notas                     | Ref.                 |
| ------- | ---------------------------------- | ------------ | -------- | ------------------------- | -------------------- |
| 2018    | Not Alright, But It's Alright      | Kim Ji-an    |          | Serie web, 10 episodios   |                      |
| 2018    | My Healing Love                    | Yang Eun-joo | MBC      |                           |                      |
| 2019    | I Hate Going To Work               | Lee Yoo-jin  |          | 12 episodios              | [ 12 ]               |
| 2019    | Wild Guys                          | Lee Jin-joo  |          | Serie web, 10 episodios   |                      |
| 2020    | Romantic Doctor, Teacher Kim 2     | Yoon Ah-reum | SBS      |                           | [ 13 ] [ 14 ]        |
| 2020    | Birthcare Center                   | Alex Choi    | tvN      | Aparición especial, ep. 6 |                      |
| 2020-21 | Amor en la ciudad                  | Seo Rin-yi   | Kakao TV | Serie web, 17 episodios   | [ 15 ] [ 16 ] [ 17 ] |
| 2020-21 | A Love So Beautiful                | Shin Sol-yi  | Netflix  | Serie web, 24 episodios   | [ 18 ]               |
| 2021    | Three                              | Kim Jong-hee |          | Drama Special             | [ 19 ]               |
| 2024    | El romance de medianoche en hagwon | Nam Chung-mi | tvN      |                           | [ 20 ] [ 21 ]        |

### Películas
| Año  | Título                          | Personaje  | Notas                                                                           | Ref.   |
| ---- | ------------------------------- | ---------- | ------------------------------------------------------------------------------- | ------ |
| 2017 | 이름                            | -          | Cortemtraje                                                                     |        |
| 2018 | The Whispering                  | Yeo Eun-ha | Junto a Kim Min-kyu, Kim Tae-min, Choi Hee-jin, Kim Young, Park Jin y Go Woo-ri | [ 22 ] |
| 2020 | The Therapist: Fist of Tae-baek | Joo Yeon   | Junto a Oh Ji-ho, Shin So-yul, Bae Min-jung, Jeon Hyun-soo y Moon Ji-hoo        |        |
| 2020 | Festival                        | Kyung Mi   | Junto a Ha Jun, Park Geon-gyu, Jung In-gi y Oh Chi-woon                         |        |

### Aparición en videos musicales
| Año  | Artista(s)                              | Canción                  | Notas |
| ---- | --------------------------------------- | ------------------------ | ----- |
| 2019 | ADOY                                    | "Lemon"                  |       |
| 2019 | Ha Dong-kyun & Yoon Jong-shin           | "2019 월간 윤종신 9월호" |       |
| 2019 | Kim Feel, Cheon Dan-bi & Yoon Jong-shin | "2019 월간 윤종신 8월호" |       |
| 2019 | 임현정                                  | "청춘"                   |       |
| 2017 | John Park                               | "Smile"                  |       |
| 2017 | Boyfriend                               | "Star"                   |       |
| 2017 | Yoo Seung-woo & Younha                  | "티가나"                 |       |
| 2017 | Rooftop Moonlight                       | "인턴"                   |       |
| 2017 | Rooftop Moonlight                       | "연애상담"               |       |
| 2017 | 슈가볼                                  | "두려워질만큼"           |       |

### Anuncios
| Año  | Título                                            | Notas |
| ---- | ------------------------------------------------- | ----- |
| 2019 | 산토리 - "호로요이"                               |       |
| 2019 | 고용노동부 - "청년내일채움공제"                   |       |
| 2019 | 농심그룹 - "농심 튀김우동"                        |       |
| 2018 | 산토리 - "호로요이"                               |       |
| 2018 | SK텔레콤 - "0플랜"                                |       |
| 2018 | 올리브영 - "브링그린"                             |       |
| 2017 | 아웃백스테이크하우스 - "아웃백 토마호크 스테이크" |       |
| 2017 | LG 유플러스 - "반려동물 IoT앳홈"                  |       |
| 2017 | (주)포컴퍼니 - "아비브 코스메틱"                  |       |
| 2017 | 동아제약 - "가그린"                               |       |
| 2017 | 투쿨포스쿨 - "매스틱인핸서"                       |       |

### Revistas / Sesiones fotográficas
| Año  | Título          | Notas                             |
| ---- | --------------- | --------------------------------- |
| 2020 | Dazed Korea     | junto a Kim Yo-han y Yeo Hoe-hyun |
| 2020 | Grazia Magazine | [ 24 ]                            |
| 2020 | Nylon           | [ 25 ]                            |

## Premios y nominaciones
| Año  | Premios                              | Categoría                    | Trabajo                        | Resultado |
| ---- | ------------------------------------ | ---------------------------- | ------------------------------ | --------- |
| 2017 | 무신사어워즈                         | 베스트 여성 모델 부문 1위    | -                              | Ganó      |
| 2018 | 2018 K Model Awards & ASIA 美 Awards | 올해의 모델상 부문 CF 모델상 | -                              | Ganó      |
| 2020 | 28th SBS Drama Awards                | Best New Actress             | Romantic Doctor, Teacher Kim 2 | Ganó      |